# Swiss Army Man
Swiss Army Man är en amerikansk dramakomedi från 2016. Filmen är skriven och regisserad av Daniel Scheinert och Daniel Kwan (även kända som "The Daniels"). Filmens två huvudroller spelas av Paul Dano och Daniel Radcliffe. Skådespelerskan Mary Elizabeth Winstead innehar också en stor roll i filmen.

## Handling
Den deprimerade Hank Thompson (Paul Dano) ser en kropp spolas i land på stranden där han bosatt sig. Kroppen visar sig tillhöra Manny (Daniel Radcliffe) som med magiska krafter gör Hanks liv värt att leva igen, och tillsammans ger de sig ut på en resa för att rädda Hanks liv.

## Rollista
- Paul Dano – Hank Thompson[2]
- Daniel Radcliffe – Manny[2]
- Mary Elizabeth Winstead – Sarah Johnson[2]
- Timothy Eulich – Preston[2]
- Marika Casteel – Reporter[2]
- Richard Gross – Hanks far
- Antonia Ribero – Crissie
- Aaron Marshall – Police Officer[2]
- Andy Hull – Cameraman
- Shane Carruth – Coroner